# はじめての僕デス
「はじめての僕デス」（はじめてのぼくデス）は、日本の歌。1976年8月 - 9月に、NHKの音楽番組『みんなのうた』で放送された。作詞：関沢新一、作曲：中村勝彦、歌：宮本浩次。宮本の実質的なソロデビューシングルである。

## 概要
ある町に引っ越してきた少年の自己紹介や家族紹介を歌った楽曲。歌は当時東京放送児童合唱団に所属し、のちにエレファントカシマシのボーカルとなる宮本浩次（当時小学4年生・10歳）が歌った。歌詞に「2DK」とあるが、宮本は当時、実際に2DKの団地に住んでいた。
映像は若井丈児制作のアニメーションであった。若井は1973年10月 - 11月放送の『ヒーハイホー』以来3年ぶりの参加で、この後『みんなのうた』の常連の一人となる。
再放送は初回放送から19年後の1995年12月 - 1996年1月と1997年8月 - 9月にラジオのみで放送されたが、のちに「みんなのうた発掘プロジェクト」により映像が提供されたため、2012年10月 - 11月に初めてテレビで再放送され（この回からサイドパネル付き・ニュープリント）、さらにその3年後の2015年6月6日・7月4日にもEテレの企画「お願い!編集長」に寄せられたリクエストに賛同者が多く集まったため再放送された。
また、2017年6月 - 7月に再放送された際には、宮本が現在所属するエレファントカシマシの楽曲「風と共に」も『みんなのうた』で新曲として放送されたため、宮本の幼少時と成人後の両方の歌声が同時期に聞けることとなった。番組が放送開始60周年を迎えた2021年には、特別番組『みんなのうた60 生放送～バースデースペシャル！～』（4月3日放送）の「みんなの思い出VTR」の中で放送されたほか、10月の「60年スペシャルセレクション」枠でも放送された。
日本コロムビア、キングレコードなどの各レコード会社から発売された『みんなのうた』関連のCDに多く収録されており、そのほとんどが宮本による歌唱のものであるが、会社によってはテレビ放送版と音源が異なるバージョンのものが収録されていることもある。なお、『みんなのうた』放送時と同一音源のものはポリドール（レーベル：NHKレコード）から発売された。
1976年9月には、東芝EMIからザ・ドリフターズの加藤茶によるカバー版（『加藤茶のはじめての僕デス』）が、志村けんの「東村山音頭」と両A面シングルとして発売された。
バッドニュースから2008年に発売されたCD「家族時間～NHKみんなのうたカバー集～」には、コーチガリーによるカバーが収録されている。

## シングル収録曲
特記なき「はじめての僕デス」の歌手は宮本浩次。

### ポリドール盤（DQ-1004）
ジャケット表面には、歌手名の「宮本浩次」に「みやもとこうじ」のルビが振られている。
1. はじめての僕デス
2. ドラキュラのうた（歌：クニ河内）

### ビクター盤（KV-41）
1. はじめての僕デス
2. ゴクロウサン（歌：東京放送児童合唱団）

### パイオニア盤（L-2507）
1. はじめての僕デス
2. 動物園へ行こう（歌：はせさん治）

### クラウン盤（MW-1007）
1. はじめての僕デス
2. 燃えろ!ゆうとうせい（歌：伊集加代子） - 『みつばちマーヤの冒険』挿入歌[注釈 2]。

### キング盤（TV-28）
1. ユミちゃんの引越し 〜さよならツトム君〜（歌：川橋啓史、大塚佳子）
2. はじめての僕デス

### コロムビア盤（SCS-311）
1. ゴクロウサン（歌：藤本房子、こおろぎ'73）
2. はじめての僕デス

### ユニオン盤（US-7001）
3万枚限定でカラーシールが付属した。
1. はじめての僕デス（歌：岡浩也）
2. それ行け3組（歌：岡浩也）

### 東芝盤（TP-10084）
1. 加藤茶のはじめての僕デス（歌：加藤茶）
2. 志村けんの全員集合 東村山音頭（歌：志村けん）

## 絵本
- 『えほん はじめての僕デス 「NHKみんなのうた」から』絵：若井丈児、日本放送出版協会、1976年。